# Ольшанский сельский совет (Харьковская область)
Ольшанский сельский совет — входит в состав 
Двуречанского района Харьковской области
Украины.
Административный центр сельского совета находится в 
селе Ольшана.

## История
- 1943 — дата образования.

## Населённые пункты совета
- село Ольшана
- село Лиман Первый
- село Масютовка
- село Першотравневое (быв. Мануиловка)

### Ликвидированные населённые пункты
- село Липовка
- село Петровка
- село Хрущёвка